# Cerfeuil noueux
Chaerophyllum nodosum
Pour les articles homonymes, voir Cerfeuil (homonymie).
Espèce
Le Cerfeuil noueux ou Chaerophyllum nodosum est une espèce de plantes à fleurs de la famille des Apiaceae,. C'est une plante herbacée originaire de l'Ancien Monde (Europe, incluant la France, dont la Corse, Asie et Afrique du Nord).

## Description
C'est une plante annuelle. Les tiges sont creuses et comportent un renflement sous les nœuds (d'où son nom). Les fleurs sont blanches et en ombelles. Les fruits sont très allongés avec des poils épais, dirigés vers le haut.